# Meister der Gardner-Verkündigung
Als Meister der Gardner-Verkündigung (engl. Master of the Gardner Annunciation) wird der namentlich nicht sicher bekannte italienische Maler bezeichnet, der um 1480 das Bild einer Verkündigung an Maria malte. Das Bild befindet sich heute im Isabella Stewart Gardner Museum in Boston. Durch Stilvergleich mit diesem nach seinem Aufbewahrungsort heute als Gardner-Verkündigung benannten Werk konnten dem Meister noch einige wenige andere Werke und Fresken aus Umbrien zugeschrieben werden.
Nach noch erhaltenen Urkunden war das Bild der Verkündigung ein Auftragswerk des Klosters  Santissima Annunziata bei Amelia, nahe Terni in Umbrien, wahrscheinlich an einen lokalen Künstler. Daher kann die Werkstatt des Meisters in der Nähe von Amelia oder Terni vermutet werden. Das Bild war dann im Kloster bis 1872 zu finden, wurde verkauft und kam 1900 in die Sammlung von Isabella Stewart Gardner als ein Werk von Fiorenza di Lorenzo. In den dreißiger Jahren wurde es dann einem eigenständigen nun italienisch Maestro dell’Annunciazione Gardner genannten Maler aus Umbrien zugeordnet, von dem auch einige wenige weitere Arbeiten in einen Werkkatalog aufgenommen wurden, so beispielsweise Madonnenbilder in Baltimore oder Berlin. 
Der Stil des Meisters der Gardner-Verkündigung erinnert anfangs an Fiorenzo di Lorenzo oder Pietro Perugino, beide führende Maler der umbrischen Schule. Spätere Werke zeigen Einfluss der romanischen Schule der Frührenaissance. 
Die Identität des Meisters der Gardner-Verkündigung ist nicht sicher zu bestimmen. Es wurden Antoniazzo Romano oder  Fiorenzo di Lorenzo selbst vorgeschlagen. Nach Entdeckung einer Vertragsurkunde aus dem Jahr 1483 wird heute meist Piermatteo Lauro de Manfredi 
(† um 1508) aus Amelia als der Maler der Gardner-Verkündigung angenommen. 